# La Primula Rossa

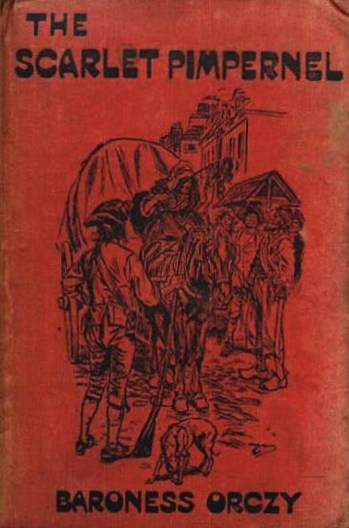
Copertina di un'edizione del 1908

La Primula Rossa (The Scarlet Pimpernel) è un ciclo di romanzi scritti dalla baronessa Emma Orczy e pubblicati in fascicoli agli inizi del Novecento. Il primo romanzo (La Primula Rossa) uscì in volume nel 1905. Queste opere sono considerate, tra l'altro, come antesignane del genere della letteratura di spionaggio.

## Il ciclo

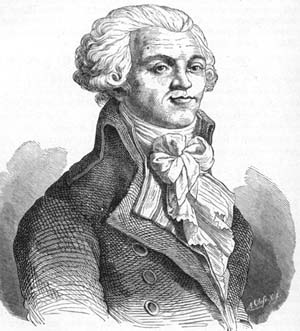
Un ritratto di Maximilien de Robespierre.

Le vicende del ciclo sono ambientate nel periodo della rivoluzione francese, quando Robespierre e gli altri membri del comitato di salute pubblica seminavano il Terrore. Contro la tirannia in cui è sfociata la rivoluzione, giunge in Francia una figura misteriosa a capo di una lega che si adopera per il benessere e la salvezza dei nobili. Questo enigmatico personaggio, acclamato dai nobili decaduti e dai «nemici della repubblica», firma le sue imprese con uno stemma molto particolare, un piccolo fiore scarlatto (Anagallis arvensis), e per questo motivo è conosciuto da tutti come "la Primula Rossa".
Nessuno può immaginare che dietro la maschera del valoroso e impavido eroe, che si fa beffe del nuovo governo francese, si nasconda la figura del nobile inglese sir Percy Blakeney, «damerino incipriato» fedele amico del Principe di Galles. La Primula è il classico eroe orgoglioso, coraggioso e con «gli occhi che sciolgono il cuore».
Le imprese dell'abile e inafferrabile Primula sono state riproposte ai tempi del cinema in bianco e nero e, più recentemente, in un ciclo di film in cui l'eroe è interpretato dall'attore Richard E. Grant.

## Il ciclo letterario completo
Di seguito sono riportate le prime edizioni inglesi e le prime edizioni italiane del ciclo letterario completo della Primula Rossa.

### Ciclo dellaPrimula Rossa
- The Scarlet Pimpernel, 1905 - La Primula Rossa
  - romanzo mensile del Corriere della Sera, 1910
  - Firenze, Salani, 1930; a cura di Francesco Lato, Salani, 2012
  - trad. di Maria Eugenia Morin, Introduzione di Walter Mauro, Newton Compton, Roma, 1997
  - trad. Daniela Paladini, Collana Le strade, Roma, Fazi, 2018
  - trad. Giancarlo Carlotti, Collana UEF.I Classici, Milano, Feltrinelli, 2020
- I Will Repay (1906) - Il voto di sangue
  - romanzo mensile del Corriere della Sera, 1912
  - Firenze, Salani, 1930
  - Voto di sangue, trad. Daniela Paladini, Collana Le strade, Roma, Fazi, 2019
- The Elusive Pimpernel (1908) - La Primula inafferrabile
  - romanzo mensile del Corriere della Sera, 1911.
  - Firenze, Salani, 1931.
- Eldorado, 1913 - La grande impresa della Primula Rossa
  - romanzo mensile del Corriere della Sera, 1916.
  - Firenze, Salani, 1933.
- Lord Tony's Wife, 1917
  - La moglie di Lord Tony, romanzo mensile del Corriere della Sera, 1925
  - La sposa di Lord Antonio, Salani, 1934.
- The League of the SP (short stories), 1919 - La Lega della Primula Rossa (racconti)
  - romanzo mensile del Corriere della Sera, 1923
  - Firenze, Salani, 1933.
- The Triumph of the Scarlet Pimpernel, 1922 - Il trionfo della Primula Rossa, Sonzogno, 1931.
- Sir Percy hits back, 1927 - La vendetta di Sir Percy, Milano, Sonzogno, 1933.
- Adventures of the Scarlet Pimpernel (short stories), 1929 - Le avventure della Primula Rossa (racconti), Milano, Sonzogno, 1934.
- The Way of the Scarlet Pimpernel, 1933 - Le gesta della Primula Rossa, Salani, 1935.
- Sir Percy leads the band, 1936 - La banda della Primula Rossa, Salani, 1939.
- Mam'zelle Guillotine, 1940 - inedito.

### Romanzi connessi al ciclo dellaPrimula Rossa
- Child of the revolution (1933) - Un figlio della rivoluzione (Salani, 1935);
- The first Sir Percy (1922) - L'antenato di Primula Rossa (racconto mensile, 1916; Salani, 1933);
- The laughing cavalier (1914, ambientato nei Paesi Bassi) - Il cavaliere ridente (Salani, 1942?);
- Pimpernel and Rosemary (1924) - La Primula Rossa e Rosa Maria (Salani, 1933).

## Accoglienza
Il ciclo gode ancora di grande popolarità nel mondo anglosassone, mentre in Italia non viene ristampato integralmente dalla fine degli anni Sessanta. La serie venne fin allora pubblicata nella Biblioteca Romantica da Sonzogno. Dal 2018, l'Editore Fazi ha iniziato la ritraduzione del ciclo della Primula Rossa.